# Rocznik krótki

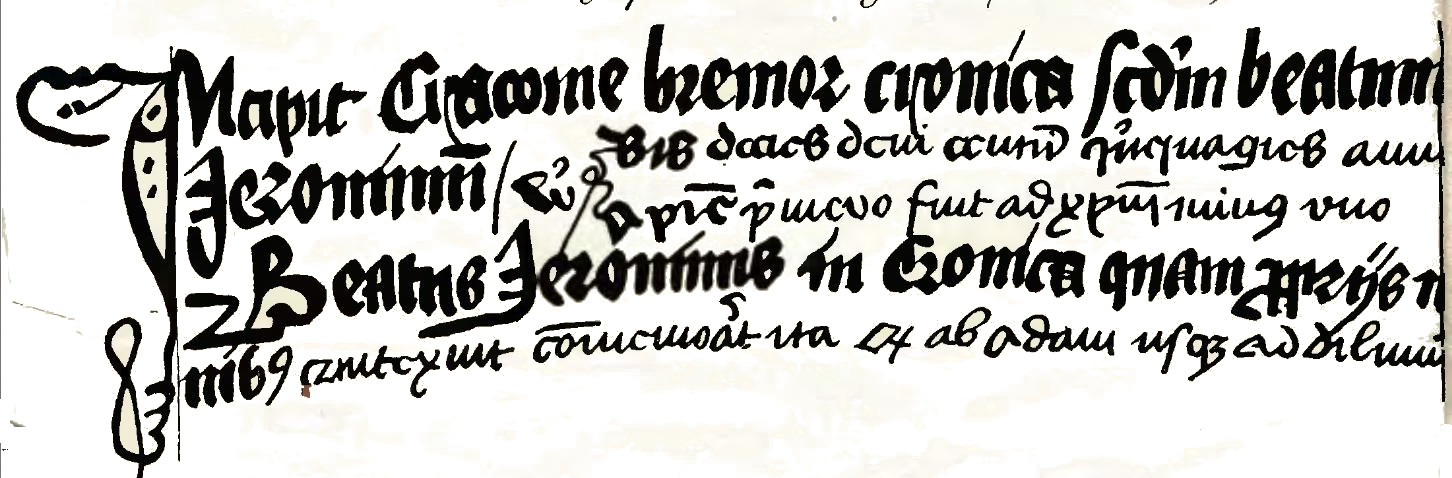
Rocznik krótki. Rękopis sieniawski, Biblioteka Książąt Czartoryskich, karta 102.

Rocznik krótki (łac Cracoviensis brevior cronica) – polski średniowieczny rocznik z XIII wieku, obejmujący lata 965–1283.
Rocznik znany jest tylko z kopii z XV w. ze zbioru rękopisów określanego jako Wielka kronika. Stanowi wyciąg z Rocznika kapituły krakowskiej, zawiera jednak też pewne informacje z innych źródeł. Pięć wpisów, których nie ma w Roczniku kapitulnym, pochodzi z lat 1267–1283. Powstanie rocznika datuje się na 2. poł. XIII wieku. Rocznik zawiera wiele lokalnych krakowskich informacji, stąd przypuszczenie, że jego autor był prawdopodobnie związany z katedrą krakowską. Rocznik krótki posłużył jako podstawa późniejszego Rocznika świętokrzyskiego nowego.